# Мејдстоун (Саскачеван)
Мејдстоун (енгл. Maidstone) је насељено место са административним статусом варошице у западном делу централног Саскачевана у Канади. Налази се на месту раскршћа аутопута 16 и провинцијског магистралног друма 21, на пола пута између Лојдминстера на северозападу и Северног Бетлфорда на југоистоку. 

## Историја
Први досељеници населили су се у ово подручје у пролеће 1903. године, а већ две година касније захваљујући градњи железнице насеље је и службено основано. Ноовонастало насеље добило је име по истоименој варошици у енглеској грофовији Кент. У то време се северно од насеља населила већа група Афроамериканаца из Оклахоме. Насеље је убрзано расло и већ 1955. административно је уређено као провинцијска варошица. Привреда насеља и околине је почивала на пољопривредној приозводњи све до 70-их година прошлог века када су откривена значајнија лежишта нафте и земног гаса. Околином данас доминира преко 2.000 нафтних бушотина. У пољопривреди доминира гајење уљане репице и житарица те узгој стоке.

## Демографија
Према резултатима пописа становништва из 2011. у варошици је живело 1.156 становника у укупно 510 домаћинстава, што је за 11,5% више у односу на 1.037 житеља колико је регистровано 
приликом пописа 2006. године.
| 2006. | 2011. |
| ----- | ----- |
| 1.037 | 1.156 |